# Zuzana Karaffová
Zuzana Karaffová (ur. 13 czerwca 1996 w Bardejowie) – słowacka lekkoatletka, skoczkini wzwyż.
14. lokata w eliminacjach podczas mistrzostw świata juniorów młodszych w 2013 nie dała jej awansu do finału.
Złota medalistka (w drużynie) igrzysk europejskich (2015) – indywidualnie była 6. w skoku wzwyż.
Złota medalistka mistrzostw Słowacji (zarówno w hali, jak i na stadionie).